# Господство Валдек (Горен Пфалц)
Вижте пояснителната страница за други значения на Валдек.
Господството Валдек (на немски: Herrschaft Waldeck) е малка територия около Кемнат в окръг Тиршенройт в Бавария, със седалище на замък Валдек, един от най-старите замъци в Горен Пфалц.

## История
Император Хайнрих II дава територията Валдек-Кемнат на графовете от Зулцбах в Нордгау в Бавария, които я управляват от 1108 до ок. 1150 г. като фогти на епископа от Бамберг. Около 1050 г. територията става собственост чрез подаряване или покупка на еделфрайте господари на Петендорф-Ленгенфелд-Хопфеное, странична линия на еделфрайте от Кастл (в Лаутерахтал). Последният от този род, Фридрих III, умира без мъжки наследници между 1112 и 1119 г. Едната от дъщерите му, Хейлика от Ленгенфелд, е омъжена за пфалцграф Ото V от Вителсбах. Другата, Хейлвиг, e омъжена за граф Гебхардт I от Лойхтенберг († 1146), който чрез тази женитба наследява господството Валдек. Като Гебхард фон Валдекен е първият собственик на замък Валдек, споменат в документ от 1124 г. Фридрих II фон Лойхтенберг (1244 – 1284) продава замъка и части от господство Валдек през 1283 г. на херцог Лудвиг II Баварски, остатъкът и замък Вайсенщайн на бург-граф Фридрих III от Нюрнберг.
До 1698 г. в замъка е съда на Валдек-Кемнат. От 1794 г. след пожар е една руина.